# Further Out
Further Out is het vijfde studioalbum van de Canadese muziekgroep Ken Baird. Het album is opgenomen in Dundas in de staat Ontario. Aanvullende opnamen vonden plaats in Hamilton, waar Dundas een deel van is. Ken Baird (in dit geval de leider) heeft een aantal musici om zich heen verzameld en kwam met muziek die een mengeling is van progressieve rock en folk; de stijl moet gezocht worden in de buurt van Mike Oldfield, Genesis (uit hun begin) en Renaissance.

## Musici
- Ken Baird – zang, toetsinstrumenten en soms gitaar;
- Susan Frazer - zang
- Andrew Aldridge, Steve Cochrane – gitaar
- Dino Verginella – basgitaar
- Chris Lamont – slagwerk

## Composities
Allen van Baird:
1. Spinning Wheels (5:57)
2. A Thousand Years (2:59)
3. The Sound of Rain (3:43)
4. Stainless Skies (4:25)
5. Where I came from (3:18)
6. As the Highway Greets a Friend (4:35)
7. Reflections in the Lake (3:24)
8. Everything to Lose (5:39)
9. Further Out (10:02)